# Sauropus orbicularis
Sauropus orbicularis là một loài thực vật có hoa trong họ Diệp hạ châu. Loài này được Craib miêu tả khoa học đầu tiên năm 1914.